# Nabisco Masters 1987 - Singolare
Il singolare del Nabisco Masters 1987 è stato un torneo di tennis facente parte della categoria Grand Prix.
Ivan Lendl era il detentore del titolo e ha battuto in finale Mats Wilander con il punteggio di 6–2, 6–2, 6–3.

## Tabellone

### Legenda
| - Q = Qualificato - WC = Wild card - LL = Lucky loser | - ALT = Alternate - SE = Special Exempt - PR = Protected Ranking | - w/o = Walkover - r = Ritirato - d = Squalificato |

### Finali
|  | Semifinali    | Semifinali    | Semifinali    | Semifinali    | Semifinali   | Semifinali | Semifinali |  |  | Finale        | Finale        | Finale        | Finale        | Finale | Finale | Finale |  |
|  |               |               |               |               |              |            |            |  |  |               |               |               |               |        |        |        |  |
|  | Ivan Lendl    | Ivan Lendl    | Ivan Lendl    | Ivan Lendl    | Ivan Lendl   | 6          | 6          |  |  |               |               |               |               |        |        |        |  |
|  | Brad Gilbert  | Brad Gilbert  | Brad Gilbert  | Brad Gilbert  | Brad Gilbert | 2          | 4          |  |  | Ivan Lendl    | Ivan Lendl    | Ivan Lendl    | Ivan Lendl    | 6      | 6      | 6      |  |
|  | Mats Wilander | Mats Wilander | Mats Wilander | Mats Wilander | 6            | 4          | 6          |  |  | Mats Wilander | Mats Wilander | Mats Wilander | Mats Wilander | 2      | 2      | 3      |  |
|  | Stefan Edberg | Stefan Edberg | Stefan Edberg | Stefan Edberg | 2            | 6          | 3          |  |  |               |               |               |               |        |        |        |  |

### Round Robin

#### Gruppo A
|  |               | Lendl         | Gilbert       | Connors       | Becker        | RR W–L | Set W–L | Game W–L | Classifica |
|  | Ivan Lendl    |               | 6–2, 6–2      | 4–3, r        | 6–4, 6–7, 6–3 | 3–0    | 4–1     | 34–21    | 1          |
|  | Brad Gilbert  | 2–6, 2–6      |               | 6–4, 7–6      | 4–6, 6–4, 6–4 | 2–1    | 4–3     | 33–36    | 2          |
|  | Jimmy Connors | 3–4, r        | 4–6, 6–7      |               | 5–7, 6–2, 3–6 | 0–3    | 1–4     | 27–32    | 4          |
|  | Boris Becker  | 4–6, 7–6, 3–6 | 6–4, 4–6, 4–6 | 7–5, 2–6, 6–3 |               | 1–2    | 4–3     | 36–32    | 3          |

La classifica viene stilata in base ai seguenti criteri: 1) Numero di vittorie; 2) Numero di partite giocate; 3) Scontri diretti (in caso di due giocatori pari merito ); 4) Percentuale di set vinti o di games vinti (in caso di tre giocatori pari merito ); 5) Decisione della commissione.

#### Gruppo B
|  |                | Edberg        | Cash          | Mečíř    | Wilander | RR W–L | Set W–L | Game W–L | Classifica |
|  | Stefan Edberg  |               | 6–4, 4–6, 6–1 | 6–3, 6–3 | 6–2, 7–6 | 3–0    | 6–1     | 41–25    | 1          |
|  | Pat Cash       | 4–6, 6–4, 1–6 |               | 7–5, 6–4 | 6–7, 3–6 | 1–2    | 3–4     | 33–38    | 3          |
|  | Miloslav Mečíř | 3–6, 3–6      | 5–7, 4–6      |          | 4–6, 1–6 | 0–3    | 0–6     | 20–37    | 4          |
|  | Mats Wilander  | 2–6, 6–7      | 7–6, 6–3      | 6–4, 6–1 |          | 2–1    | 4–2     | 33–27    | 2          |

La classifica viene stilata in base ai seguenti criteri: 1) Numero di vittorie; 2) Numero di partite giocate; 3) Scontri diretti (in caso di due giocatori pari merito ); 4) Percentuale di set vinti o di games vinti (in caso di tre giocatori pari merito ); 5) Decisione della commissione.